# Vollenhovia pyrrhoria
Vollenhovia pyrrhoria es una especie de hormiga del género Vollenhovia, tribu Crematogastrini, familia Formicidae. Fue descrita científicamente por Wu & Xiao en 1989.
Se distribuye por Asia: China.